# فلسفه شیعی
فلسفه شیعی عقیده‌ای فلسفی است که به‌طور ویژه پس از مکتب اصفهان در ایران گسترش یافت و فلاسفه اصلی آن در حقیقت علمای دینی بودند.
از مهمترین شخصیت‌های فکری فلسفه شیعی باید به شیخ بهایی، صدرالدین شیرازی، میرفندرسکی، فیض کاشانی، رجبعلی تبریزی، قاضی سعید قمی و دیگران اشاره کرد.
غالباً چنین است که مشخصه بارز فلسفه شیعی، پیوند آن با عرفان اسلامی است. این جریان در پایان دوران صفویه به سید قطب‌الدین محمد نیریزی می‌رسد. پس از فلاسفه فوق، محمد بیدآبادی، ملا علی نوری، ملا هادی سبزواری، آقا علی مدرس زنوزی، سید رضی لاریجانی و از او به محمدرضا قمشه‌ای می‌رسیم که او یکی از حکمای الهی مکتب فلسفی-عرفانی تهران به شمار می‌رود.
از دیگر فلاسفه این عقیده باید به آخوند ملا محمدحسین، شرف‌الدین مرعشی (جد  آیت‌الله مرعشی)، محمدکاظم سبزواری، ملا حسینقلی همدانی، محمدحسین غروی اصفهانی معروف به کمپانی اصفهانی، میرزا سید ابوالقاسم راز شیرازی، محمدهاشم درویش، میرزا سید جلال الدین محمد بن ابی القاسم مجد الاشرف شیرازی، میرزا محمدحسین عشقی شیرازی، آقا میرزا احمد نایب الولایه وحید الاولیاء اردبیلی، آقامحمد بیدآبادی، آخوند ملا محراب گیلانی، سید محمدقریش قزوینی، علامه محمدحسین طباطبایی، میرزا محمدعلی شاه آبادی، سید روح‌الله موسوی خمینی، عبدالله جوادی آملی و حسن حسن‌زاده آملی اشاره کرد.
در دوره در دوران زعامت آیت‌الله بروجردی جریان فلسفه و ترویج حکمت صدرایی با توجه به موضع بروجردی دچار رکود بود اما پس از مرگ وی جریان فلسفی توسط فلاسفه‌ای مانند علامه طباطبایی در قم رونق گرفت و تا پس از انقلاب ایران (۱۳۵۷) به قوت خود باقی ماند.
هانری کربن معتقد است فلسفه شیعی دارای حقیقتی باطنی و مخصوص به خود است و همین نکته این فلسفه را از انواع دیگر نحله‌های فلسفی جدا می‌کند. به زعم وی، نباید به راحتی فلسفه شیعی را با نحله‌های جدید فلسفی مقایسه کرد.
هانری کربن می‌گوید برای اینکه رفع ابهام کند و از اختلاطی که موجب انهدام جدی این فلسفه می‌گردد جلوگیری کند، بارها مجبور شده است تا دخالت کرده و چنین افرادی را از اشتباه خود آگاه سازد. کربن برای نیل به هدفی که در نظر گرفته بود، هرگز در صدد برنیامد تا فلسفه شیعی را به طرزی با اندیشه‌های متأخر تلفیق کند تا بتواند آن‌ها را فلسفی جلوه دهد بلکه او معتقد بود اندیشهٔ فلسفی به معنای دقیق کلمه آن چیزی است که فلاسفه‌ای چون سهروردی بدان پرداختند نه آنچه که امثال هگل بیان داشته‌اند. او بیش از هر چیز سعی داشت تا از اصالت فلسفه ایرانی و شیعی دفاع نماید.
کربن معتقد است شرط لازم برای ورود به تشیع، نشستن بر خوان نعمت آن است ولی مهمان یک عالم معنوی شدن، بدان معناست که سرایی در خود برایش بسازیم.

## نقد و جرح فلسفه شیعی
در تاریخ تشیع، شیخ صدوق، شیخ مفید، سید مرتضی، شیخ طوسی، ابوالصلاح حلبی، علامه حلی، ملا محمد طاهر مؤمن قمی، علامه مجلسی و عموم فقها و متکلمان شیعه مبانی فلسفی را رد می‌کردند و از موضع کلام عقلی و برهانی شیعه به تبیین اصول عقاید می‌پرداختند. از فقها و مراجع معاصر صافی، مکارم، وحید خراسانی، نوری همدانی در قم و سیستانی و بشیر و فیاض در نجف جریان فلسفی شیعه را مورد انتقاد قرار داده‌اند. در بیش از نیم قرن اخیر جریان منسجم مکتب تفکیک که با میرزا مهدی اصفهانی شروع می‌شود و بعد با شیخ مجتبی قزوینی، محمد رضا حکیمی و آیت‌الله سیدان ادامه پیدا می‌کند، از جدی‌ترین منتقدان فلسفه می‌باشد.